# Angelina (film)
Angelina (italienska: L'onorevole Angelina) är en italiensk dramakomedi från 1947 i regi av Luigi Zampa.

## Roller (urval)
- Anna Magnani – Angelina Bianchi
- Nando Bruno – Pasquale Bianchi
- Ave Ninchi – Carmela
- Ernesto Almirante – Luigi
- Armando Migliari – Callisto Garrone
- Maria Donati – signora Garrone
- Maria Grazia Francia – Annetta Bianchi
- Franco Zeffirelli – Filippo Garrone